# Irona philippinensis
Irona philippinensis är en kräftdjursart som beskrevs av V.I. Avdeev 1973. Irona philippinensis ingår i släktet Irona och familjen Cymothoidae. Inga underarter finns listade i Catalogue of Life.